# 獣医学部
獣医学部（じゅういがくぶ、英: school of veterinary medicine）は、獣医学を専門とする大学の学部である。「獣医学部」は獣医師を養成するための「獣医学科」を表すことが一般的である。
獣医学に関する研究機関でもあり、動物の高度な専門診療を行う動物病院を併設する。

## 概要
新制大学の獣医学教育（獣医学部・学科）の修業年限は、1947年（昭和22年）施行の学校教育法で4年（または4年以上）となった。獣医師国家試験の受験資格は、1949年（昭和24年）制定の獣医師法で「正規の大学における獣医学の過程を4年以上修学」となった。獣医師法が改正され、1978年（昭和53年）4月1日以降の入学者は「修士課程積上げ6年制」とも俗称される「大学4年と大学院修士課程2年」計6年修学が獣医師国家試験の受験資格となった。1984年（昭和59年）3月卒業から6年修学者の受験が開始され、学校教育法の改正により同年4月1日入学者からは「修士課程積上げ6年制」から「獣医学部・学科6年制」に移行した。同年度入学者以降の受験資格も6年制獣医学部・学科卒に獣医師法が変更された。新制大学発足当初から修業年限が実質的に6年だった医師・歯科医師に続き、1978年（昭和53年）から獣医師も6年制となった。2006年より薬剤師も6年制となる。獣医師国家試験の受験資格が与えられない動物資源科学科、動物看護学科など4年制学科を設置する大学もある。
国内の獣医系大学は、国立大学法人10・公立大学法人1・私立6の17大学である。
大学獣医学部・学科の定員は国公立365名と私立700名の合計1065名で、入学試験倍率が高く、合格者は概数で推薦入学を含む現役生34％、浪人生60％である。

## 卒業後の進路

### 臨床獣医師
人間の医師は9割以上が臨床に進むが、獣医師で臨床に進む割合は約半数に留まる。獣医師の約4割が就業する小動物診療（犬・猫・エキゾチック動物などの診療）のほか、家畜、競走馬など産業動物の診療、動物園や水族館での展示動物の診療などが進路に挙げられる。中でも、採用数が少ない日本中央競馬会（競走馬診療）、獣医師募集が不定期の動物園や水族館への就職は狭き門とされる。
人間の医師と異なり、獣医師の臨床研修制度は整備されていない。臨床に進む獣医師は就職先の動物病院や、大学附属の動物病院が個別に募集する研修医制度のもとで経験を積む。渡米して米国の専門医資格取得を目指す獣医師も、少数ながら存在する。

### 公務員獣医師（行政獣医師）
獣医師の約2 - 3割が進む。国家公務員と地方公務員の別がある。農林水産省所管の家畜衛生など農林水産分野、厚生労働省所管の食品・環境衛生、感染症対策など公衆衛生分野、の行政事務に従事し、狂犬病予防員、屠畜検査員など任用資格を必要とする業務を担当することもある。

### その他の獣医師
獣医師の約1割は民間企業に就職する。食品会社や製薬会社からの求人が多く、研究・開発、品質管理、動物管理・実験などの業務に携わる。特に製薬会社では動物実験の業務の需要が高い。
公設や民間の大学、研究機関に進むものもいる。大学院博士課程（4年制）修了や、在職中に博士号を取得する社会人博士もいる。

## 獣医学部（獣医学科）がある日本の大学

### 国立大学

#### 北海道地方
- 帯広畜産大学（畜産学部共同獣医学課程。2012年度から北海道大学との共同教育課程に改組）：単年度定員40名
- 北海道大学（獣医学部共同獣医学課程。2012年度から帯広畜産大学との共同教育課程に改組）：同40名

#### 東北地方
- 岩手大学（農学部共同獣医学科→獣医学部共同獣医学科（2025年度から）。獣医学科を2012年度から東京農工大学との共同学科に改組）：同30名

#### 関東地方
- 東京大学（農学部獣医学専修）：同30名
- 東京農工大学（農学部共同獣医学科。獣医学科を2012年度から岩手大学との共同学科に改組）：同35名

#### 中部地方
- 岐阜大学（応用生物科学部獣医学課程。獣医学課程を2013年度から鳥取大学との共同学科に改組）：同30名

#### 中国地方
- 鳥取大学（農学部獣医学科。獣医学科を2013年度から岐阜大学との共同学科に改組）：同35名
- 山口大学（共同獣医学部。農学部獣医学科を2012年度から鹿児島大学との共同学部に改組）：同30名

#### 九州地方
- 鹿児島大学（共同獣医学部。農学部獣医学科を2013年度から山口大学との共同学部に改組）：同30名
- 宮崎大学（農学部獣医学科）：同30名

### 公立大学

#### 近畿地方
- 大阪公立大学（獣医学部獣医学科、2022年度より大阪府立大学生命環境科学域獣医学類から移行）：同40名

### 私立大学

#### 北海道地方
- 酪農学園大学（獣医学群獣医学類）：同120名

#### 東北地方
- 北里大学（獣医学部獣医学科、2007年度より獣医畜産学部獣医学科から名称変更、十和田キャンパス）：同120名

#### 関東地方
- 麻布大学（獣医学部獣医学科）：同120名
- 日本大学（生物資源科学部獣医学科、1996年に農獣医学部獣医学科から名称変更）：同120名
- 日本獣医生命科学大学（獣医学部獣医学科、2006年度より日本獣医畜産大学から名称変更）：同80名

#### 四国地方
- 岡山理科大学（獣医学部獣医学科、今治キャンパス）：同140名

## 過去に獣医学部（獣医学科）があった日本の学校
- 陸軍獣医学校（前身の陸軍馬医学会が1877年に発足し、1893年に陸軍獣医学校が設立され、1945年に廃止された。）
- 宇都宮農林専門学校（1939年に宇都宮農林学校に獣医学科が設置された。1944年に宇都宮農林専門学校に改称され、1949年に宇都宮大学の発足に伴い包括された。農専の獣医畜産科の最後の卒業生が、1951年4月設置の獣医畜産専攻科 （修業年限1年） に進学し、1952年にこれが廃止された。）
- 慶應義塾獣医畜産専門学校（1944年に創設され、1949年に廃校とされた。）

## 獣医師偏在（雑記）
獣医師の資格を得ながら毎年2割の卒業生が獣医師以外の進路へ進む人がいるため研究獣医師が不足している。毎年約1000人いる獣医学系大学の卒業生の4割ほどが犬、猫などのペットを診る小動物獣医師になる。小動物獣医師を希望する人が年々増加していることもあり、小動物獣医師が飽和状態にある一方で、家畜臨床や公衆衛生の教員などの獣医師資格者の不足の状態が続いている。1986年と比べて2008年の獣医師数は小動物が2.6倍に増えたが、地方公務員獣医師・小規模畜産農家・大型の産業動物を診る獣医師は減り続けている。毎年約1000人の獣医学新卒者の地方自治体勤務の希望者は約1 ～2割で他は動物関連の病院や診療所、各大学、研究機関、民間企業、農業共済組合連合会、JA等関連団体に就職するため、平成22年度(2010年)の全国の地方自治体の300人以上の募集を例に需要と比較して100以上不足している現状を訴えている。獣医師養成課程の入学定員は、東日本が735名（国立175名、公立0名、私立560名）であるのに対し、西日本は195名（国立155名、公立40名、私立0名）であり、地域的な偏りも指摘されている。
進路の偏りや公務員獣医師の不足による悪影響は多くある。
朝日新聞は2010年6月に宮崎県で家畜伝染病・口蹄疫の被害が広がる中、地方自治体で自治体職員として家畜の防疫対策・食肉衛生検査に必要な公務員獣医師の不足が深刻化していて、口蹄疫の対処に39都道府県の公務員獣医師の支援を受けて漸く処理している窮状を報道した。一例として青森県では普段公務員獣医師55人で食肉処理場5カ所の毎年約99万4000頭の検査を担っているが、食の安全を守る最前線であり、本当は倍以上の公務員獣医師が欲しいとの現場の声を紹介した。統計によると畜産業盛んな地方ほど公務員獣医師1人当たりの担当する畜産農家戸数が多く、負担感を増している、しかし、地方の多くの自治体は伝染病対策に遅れが出てはいけないとして獣医学部卒業生の確保を求めている。待遇面をよくする予算がないことについては、特区にかける財源を産業獣医師の足りない地方公共団体に振り分けることにより解決できる。2017年2月に日本農業新聞は、政府が2011年に畜産農家の飼養衛生管理基準を変更して公務員獣医師に求められる防疫業務は大きく増大したと伝えた。2014年の獣医師数は約3万9000人で、愛玩動物関連が39％と最多で、家畜防疫や家畜改良などを担う公務員獣医師は9％である。農林水産省によると、獣医系学部の大学生は首都圏などの都会で獣医師職に就く場合が多く、団塊世代の公務員獣医師の退職もあり、地方自治体で働く獣医師が恒常的に不足している。獣医学部卒業生を確保するため北海道、東北、中国、四国、九州など畜産農家が多い17道県は、修学資金を貸与して卒業後に獣医師として県内で就職すれば返還を免除する制度を導入している。北海道、青森県、高知県は県内出身の高校生に入学金などの資金を支援し、地元出身獣医師の養成を図っている。2016年11月から鳥インフルエンザが流行し、2017年2月末までに7道県の10農場で発生した。青森県は2016年11から12月までに確認された2農場で封じ込めに奔走した。高知県は2011年に県のウェブサイトで『獣医師が不足しています。（社会的使命への貢献）』と全国の公務員獣医師が100人以上不足している状況を訴えた。
2013年に私立獣医科大学協会は、公務員獣医師への就職者の地域偏在や分野（産業、小動物）の偏りが問題であるとしている。偏在是正のために医学部が導入している 「地域枠」の獣医版入学者選抜を実施すること、不足している自治体は予算を増やして公務員獣医師の給与を上げて待遇をよくすることを解決策の例として挙げている。獣医師の数と家畜の飼養頭数の各国の比較において、日本は小動物分野は欧州並みであり、産業動物においては獣医師数は諸外国より多い現状を述べ、産業獣医師は「畜産業の大規模化」、「企業化」、「施設のハイテク化」により必要な人員数が低下傾向にあること、ペット数も人口減少によって減っていくことから獣医師の人数を増やすことは獣医師の過剰を招くとし、補助員制度の導入により、検査などを補助員に委ねることで欧州並の産業獣医師数で充足できると主張した。北海道大学の喜田宏教授は獣医師の数だけ増やすよりも家畜を扱う獣医師の待遇を改善し産業動物や伝染病対策に関わる人は増えないとして人材の偏りを解消するのが問題解決になるとしている。

## 獣医学部の新設
2003年の文部科学省告示により（1984年から設置審査の中の審査の内規のような形でやっていた）、獣医学部は申請さえも認められないという岩盤規制がひかれていた。2007年から15回に渡り愛媛県今治市から構造改革特別区域へ獣医学部新設の申請が提案されたが、いずれも却下される。
今治市は2015年、国家戦略特別区域に獣医学部申請を行い、国家戦略特区ワーキンググループの会合において、文科省が挙証責任を転嫁していることへの批判や2003年の告示による規制を改正するべきなど、早急に獣医学部申請を妨げる規制を撤廃する必要性が繰り返し述べられる。国家戦略特別区域ワーキンググループ（2016年9月16日）での関係省庁間折衝・検討に基づき、第25回内閣府国家戦略特別区域諮問会議（2016年11月9日）で「先端ライフサイエンス研究や地域における感染症対策など、新たなニーズに対応する獣医学部の設置」を国家戦略特区における規制改革事項に追加し、「広域的に獣医師の養成大学等の存在しない地域に限り、獣医学部の新設を可能にするための関係制度の改正を直ちに行う」と決定した。日本獣医師会の藏内勇夫会長や日本獣医師政治連盟委員長の北村直人など幹部らがこの決定に対して不服を唱え、「決定撤回もしくは1校のみ」を求めて関係大臣らにロビー活動を行う。内閣府と文部科学省は、2017年1月4日付で、国家戦略特別区域区域内に1校に限り獣医学部の新設を行う改正を告示。日本獣医師会の藏内勇夫会長は同年1月30日配信のメールマガジン「会長短信　春夏秋冬」の中で「粘り強い要請活動が実り、関係大臣のご理解を得て、何とか『1校限り』と修正された」と述べている。同日から11日までの約1週間、内閣府による特定事業者（獣医師の養成に係る大学設置事業）の公募が行われ、唯一、学校法人加計学園が応募する。1月20日に、学校法人加計学園が国家戦略特別区域の特定事業の事業主体に認定される。2018年4月、岡山理科大学（学校法人加計学園）が愛媛県今治市に獣医学部を開校した。